# Piecki (województwo podlaskie)
Piecki – wieś w Polsce położona w województwie podlaskim, w powiecie suwalskim, w gminie Filipów.
| SIMC    | Nazwa    | Rodzaj    |
| ------- | -------- | --------- |
| 1013045 | Gacisko  | część wsi |
| 1013111 | Młynisko | część wsi |

Przez miejscowość przebiega droga wojewódzka nr 652.
Wieś królewska ekonomii grodzieńskiej położona była w końcu XVIII wieku  w powiecie grodzieńskim województwa trockiego. W latach 1975–1998 miejscowość położona była w województwie suwalskim.